# Hedvika Zaháňská
Hedvika Zaháňská (polsky Jadwiga żagańska, † 27. března 1390, Lehnice) byla polská královna a poté kněžna lehnická z hlohovsko-zaháňské větve slezskách Piastovců.

## Život

### Polská královna
Narodila se jako dcera zaháňského knížete Jindřicha Železného a Anny Płocké. Dne 25. února 1365 byla provdána za Kazimíra III. Velikého. Sňatek však nebyl papežskou kurií legalizován. Kazimírovy manželky Adéla Hesenská a zřejmě i Kristina (z Rokycan) byly stále naživu, a tak i manželství s Hedvikou bylo považováno za bigamii a manželský původ tří dcer (Anny, Kunhuty a Hedviky) z něj narozených byl zpochybňován.
Kazimír však dokázal přimět papeže tyto dcery legitimizovat. V roce 1368 papež Urban V. Kazimírův sňatek s Hedvikou schválil. Král od tohoto manželství očekával syna. Pokud by se mu syn nenarodil (což se nakonec také stalo), jeho dědicem byl jeho synovec, uherský král Ludvík I. Veliký. Kazimírem III., který zemřel v roce 1370, tak skončila dynastie Piastovců na polském trůně.

### Lehnická kněžna
Vdova Hedvika, které brzy po manželovi přišla i jednu z dcer Kunhutu, se odebrala ke dvoru svého bratra Jindřicha VI. 10. února 1372 se provdala za lehnického knížete Ruprechta, kterému porodila dcery Barboru a Anežku. Zemřela v roce 1390 a byla pohřbena v kostele Božího hrobu v Lehnici.